# Vòng loại Giải vô địch bóng đá thế giới 2014 – Khu vực châu Phi
Liên đoàn bóng đá châu Phi (CAF) được chia 5 suất tham dự vòng chung kết World Cup 2014. 52 quốc gia và vùng lãnh thổ thành viên đã đăng ký tham dự để tranh 5 suất vào vòng chung kết được tổ chức tại Brasil.

## Thông tin
52 trong số 53 hiệp hội bóng đá trực thuộc CAF bước vào vòng loại để xác định 5 suất tham dự vòng chung kết World Cup.
Các thông tin được đề xuất, công bố vào ngày 16 tháng 5 năm 2011, vòng loại bắt đầu vào tháng 11 năm 2011 với vòng 1 của 12 cặp đấu có thứ hạng thấp nhất. 24 đội bóng có thứ hạng thấp nhất dựa theo bảng xếp hạng FIFA, đã được tiến hành ở Brazil vào ngày 30 tháng 7 năm 2011.
12 đội thắng ở vòng 1 sẽ tiếp tục tham gia cùng với 28 đội còn lại ở vòng 2, trong đó bao gồm 10 nhóm 4. Các đội chiến thắng của mỗi nhóm - được tổ chức vào giữa tháng 6 năm 2012 và tháng 9 năm 2013 - sẽ tiến tới vòng 3 của 5 cặp đấu theo thể thức sân nhà-sân khách. 5 đội thắng cuộc trong các cặp đấu ở vòng 3 - được tổ chức vào tháng 10 và tháng 11 năm 2013 - sẽ giành quyền tham dự World Cup 2014.

## Phân loại hạt giống
Bảng xếp hạng FIFA được công bố vào tháng 7 năm 2011 được sử dụng để phân loại hạt giống các đội cho hai vòng đầu tiên, đều hoàn tất tại Brazil vào ngày 30 tháng 7 năm 2011. (Thứ hạng được đánh dấu ở trong ngoặc)
| Được vào thẳng vòng 2 (Xếp từ thứ nhất đến 28) | Phải tham dự vòng 1 (Xếp từ thứ 29 đến 52) |
| --- | --- |
| 1. Bờ Biển Ngà (14) 2. Ai Cập (34) 3. Ghana (36) 4. Burkina Faso (39) 5. Nigeria (43) 6. Sénégal (46) 7. Nam Phi (49) 8. Cameroon (50) 9. Algérie (52) 10. Tunisia (55) 11. Gabon (60) 12. Libya (63) 13. Maroc (63) 14. Guinée (68) 15. Botswana (71) 16. Malawi (72) 17. Zambia (74) 18. Uganda (76) 19. Mali (77) 20. Cabo Verde (82) 21. Bénin (86) 22. Zimbabwe (86) 23. Trung Phi (89) 24. Sierra Leone (93) 25. Sudan (97) 26. Niger (98) 27. Angola (100) 28. Gambia (100) | 1. Mozambique (103) 2. CHDC Congo (123) 3. Togo (123) 4. Liberia (125) 5. Tanzania (127) 6. Cộng hòa Congo (129) 7. Kenya (130) 8. Rwanda (134) 9. Ethiopia (139) 10. Namibia (140) 11. Burundi (143) 12. Madagascar (149) 13. Guiné-Bissau (151) 14. Guinea Xích Đạo (155) 15. Tchad (158) 16. Eswatini (169) 17. Comoros (175) 18. Lesotho (184) 19. Eritrea (188) 20. Somalia (191) 21. Djibouti (194) 22. Mauritius (195) 23. Seychelles (199) 24. São Tomé và Príncipe (unranked) |

Chú thích
- Mauritania không tham dự vòng loại World Cup 2014.[4]

## Vòng 1
24 đội châu Phi có vị trí thấp nhất trên bảng xếp hạng của FIFA ở thời điểm tháng 7 năm 2011 sẽ được phân làm 12 cặp đấu đối đầu trực tiếp chọn ra 12 đội đi tiếp vào vòng sau. Lễ bốc thăm phân cặp đã được tiến hành tại Marina da Glória ở Rio de Janeiro, Brasil, vào ngày 30 tháng 7 năm 2011.

### Phân loại hạt giống
Kết quả phân loại hạt giống được tiến hành dựa theo bảng xếp hạng FIFA được công bố vào tháng 7 năm 2011.
| Nhóm 1 | Nhóm 2 |
| --- | --- |
| Mozambique · CHDC Congo · Togo · Liberia · Tanzania · Cộng hòa Congo · Kenya · Rwanda · Ethiopia · Namibia · Burundi · Madagascar | Guiné-Bissau · Guinea Xích Đạo · Tchad · Eswatini · Comoros · Lesotho · Eritrea · Somalia · Djibouti · Mauritius · Seychelles · São Tomé và Príncipe |

### Kết quả
Trận lượt đi diễn ra vào ngày 11–12 tháng 11 năm 2011 và trận lượt về diễn ra vào ngày 15–16 tháng 11 năm 2011.
| Đội 1                | TTS     | Đội 2          | Lượt đi | Lượt về |
| -------------------- | ------- | -------------- | ------- | ------- |
| Seychelles           | 0–7     | Kenya          | 0–3     | 0–4     |
| Guiné-Bissau         | 1–2     | Togo           | 1–1     | 0–1     |
| Djibouti             | 0–8     | Namibia        | 0–4     | 0–4     |
| Mauritius            | w/o     | Liberia        | —       | —       |
| Comoros              | 1–5     | Mozambique     | 0–1     | 1–4     |
| Guinea Xích Đạo      | 3–2     | Madagascar     | 2–0     | 1–2     |
| Somalia              | 0–5     | Ethiopia       | 0–0     | 0–5     |
| Lesotho              | 3–2     | Burundi        | 1–0     | 2–2     |
| Eritrea              | 2–4     | Rwanda         | 1–1     | 1–3     |
| Eswatini             | 2–8     | CHDC Congo     | 1–3     | 1–5     |
| São Tomé và Príncipe | 1–6     | Cộng hòa Congo | 0–5     | 1–1     |
| Tchad                | 2–2 (a) | Tanzania       | 1–2     | 1–0     |

- Chú thích: Mauritius bỏ cuộc vào ngày 31 tháng 10 năm 2011.[5] Liberia đặc cách vào thẳng vòng 2.

## Vòng 2
Vòng thứ hai xác định 28 đội được xếp hạng hàng đầu sẽ tham dự cùng với 12 đội thắng từ vòng 1. Các đội đã được phân loại thành mười bảng bốn đội diễn ra sơ bộ tại Marina da Glória ở Rio de Janeiro, Brasil, vào ngày 30 tháng 7 năm 2011. Các trận đấu được diễn ra từ ngày 1 tháng 6 năm 2012 đến 7 tháng 9 năm 2013. Đội đứng đầu mỗi bảng sẽ tiến vào vòng 3.

### Phân loại hạt giống
Buổi lễ bốc thăm phân cặp cùng ngày với vòng một.
| Nhóm 1 | Nhóm 2                                                                                     | Nhóm 3                                                                                           | Nhóm 4 |
| --- | ------------------------------------------------------------------------------------------ | ------------------------------------------------------------------------------------------------ | --- |
| Bờ Biển Ngà · Ai Cập · Ghana · Burkina Faso · Nigeria · Sénégal · Nam Phi · Cameroon · Algérie · Tunisia · | Gabon · Libya · Maroc · Guinée · Botswana · Malawi · Zambia · Uganda · Mali · Cabo Verde · | Bénin · Zimbabwe · Trung Phi · Sierra Leone · Sudan · Niger · Gambia · Angola · Kenya† · Togo† · | Namibia† · Liberia† · Mozambique† · Guinea Xích Đạo† · Ethiopia† · Lesotho† · Rwanda† · CHDC Congo† · Cộng hòa Congo† · Tanzania† · |

† Những đội thắng ở vòng 1.

### Kết quả
Cameroon đã bị đình chỉ bởi FIFA vào ngày 4 tháng 7 năm 2013 do sự can thiệp của chính phủ. Hệ thống trên đã được dỡ bỏ vào ngày 22 tháng 7 năm 2013.
Chú thích: Điểm đánh dấu bằng  * </ div> án phạt của FIFA.

#### Bảng A
Bản mẫu:Vòng loại giải vô địch bóng đá thế giới 2014 khu vực châu Phi (vòng 2) Bảng A

#### Bảng B
Bản mẫu:Vòng loại giải vô địch bóng đá thế giới 2014 khu vực châu Phi (vòng 2) Bảng B

#### Bảng C
Bản mẫu:Vòng loại giải vô địch bóng đá thế giới 2014 khu vực châu Phi (vòng 2) Bảng C

#### Bảng D
Bản mẫu:Vòng loại giải vô địch bóng đá thế giới 2014 khu vực châu Phi (vòng 2) Bảng D

#### Bảng E
Bản mẫu:Vòng loại giải vô địch bóng đá thế giới 2014 khu vực châu Phi (vòng 2) Bảng E

#### Bảng F
Bản mẫu:Vòng loại giải vô địch bóng đá thế giới 2014 khu vực châu Phi (vòng 2) Bảng F

#### Bảng G
Bản mẫu:Vòng loại giải vô địch bóng đá thế giới 2014 khu vực châu Phi (vòng 2) Bảng G

#### Bảng H
Bản mẫu:Vòng loại giải vô địch bóng đá thế giới 2014 khu vực châu Phi (vòng 2) Bảng H

#### Bảng I
Bản mẫu:Vòng loại giải vô địch bóng đá thế giới 2014 khu vực châu Phi (vòng 2) Bảng I

#### Bảng J
Bản mẫu:Vòng loại giải vô địch bóng đá thế giới 2014 khu vực châu Phi (vòng 2) Bảng J

## Vòng 3
Vòng 3 xác định 10 đội thắng cuộc từ vòng 2 đã được phân loại thành năm cặp đấu theo thể thức sân nhà-sân khách. 5 đội xuất sắc nhất của mỗi cặp đấu sẽ giành quyền góp mặt tại World Cup 2014 được tổ chức tại Brazil.

### Phân loại hạt giống
Buổi lễ phân cặp vòng play-off được tổ chức vào ngày 16 tháng 9 năm 2013 tại trụ sở CAF ở Cairo, Ai Cập Các đội bóng đã được gieo dựa trên bảng xếp hạng FIFA được công bố vào tháng 9 năm 2013 (hiển thị dưới đây trong ngoặc đơn).
| Nhóm 1                                                                       | Nhóm 2                                                                           |
| ---------------------------------------------------------------------------- | -------------------------------------------------------------------------------- |
| Bờ Biển Ngà (19) · Ghana (24) · Algérie (28) · Nigeria (36) · Tunisia (46) · | Ai Cập (50) · Burkina Faso (51) · Cameroon (61) · Sénégal (66) · Ethiopia (93) · |

### Kết quả
Các trận đấu diễn ra vào các ngày 11–15 tháng 10 và các ngày 16–19 tháng 11 năm 2013.
| Đội 1        | TTS     | Đội 2    | Lượt đi | Lượt về |
| ------------ | ------- | -------- | ------- | ------- |
| Bờ Biển Ngà  | 4–2     | Sénégal  | 3–1     | 1–1     |
| Ethiopia     | 1–4     | Nigeria  | 1–2     | 0–2     |
| Tunisia      | 1–4     | Cameroon | 0–0     | 1–4     |
| Ghana        | 7–3     | Ai Cập   | 6–1     | 1–2     |
| Burkina Faso | 3–3 (a) | Algérie  | 3–2     | 0–1     |

## Danh sách cầu thủ ghi bàn
6 bàn
- Mohamed Aboutrika
- Mohamed Salah
- Asamoah Gyan

5 bàn
| - Islam Slimani - Getaneh Kebede | - Saladin Said - Salomon Kalou | - Bernard Parker - Papiss Cissé |

4 bàn
| - Trésor Mputu - Juvenal | - Randy - Mohamed Yattara | - Didier Drogba - Yaya Touré |

3 bàn
| - Sofiane Feghouli - El Arbi Hillel Soudani - Razak Omotoyossi - Aristide Bancé - Jonathan Pitroipa - Dioko Kaluyituka | - Emilio Nsue - Pierre-Emerick Aubameyang - Abdul Majeed Waris - Sulley Muntari - Wilfried Bony - Dennis Oliech | - Youssef El-Arabi - Lazarus Kaimbi - Emmanuel Emenike - Oussama Darragi - Jacob Mulenga |

2 bàn
| - Saphir Sliti Taïder - Guilherme - Rudy Gestede - Ofentse Nato - Jerome Ramatlhakwane - Prejuce Nakoulma - Eric Choupo-Moting - Samuel Eto'o - Jean Makoun - Djaniny - Héldon Ramos - Platini - Foxi Kéthévoama - Nicaise Zimbori-Auzingoni - Mahamat Labbo - Chris Malonga | - Amr Zaki - Jimmy Bermúdez - Shimelis Bekele - Mustapha Jarju - Dominic Adiyiah - Jordan Ayew - Christian Atsu - Sadio Diallo - Ibrahima Traoré - Lacina Traoré - Victor Wanyama - Ahmed Zuway - Mahamadou N'Diaye - Mamadou Samassa - Houssine Kharja - Rudolf Bester - Sydney Urikhob - Victor Moses | - Meddie Kagere - Sadio Mané - Moussa Sow - Ibrahim Bangura - Alhassan Kamara - Sheriff Suma - Mudather El Tahir - Sidumo Shongwe - Mbwana Samata - Thomas Ulimwengu - Amri Kiemba - Lalawélé Atakora - Issam Jemâa - Emmanuel Okwi - Tony Mawejje - Christopher Katongo - Collins Mbesuma - Knowledge Musona |

1 bàn
| - Nabil Ghilas - Carl Medjani - Madjid Bougherra - Abdul - Djalma - Guedes - Job - Mabululu - Bello Babatounde - Mickaël Poté - Stéphane Sessègnon - Tebogo Sembowa - Mogakolodi Ngele - Charles Kaboré - Djakaridja Koné - Cedric Amissi - Selemani Ndikumana - Aurélien Chedjou - Pierre Webó - Benjamin Moukandjo - Odaïr Fortes - Marco Soares - Babanco - Salif Kéïta - Mohamed Youssouf - Gladys Bokese - Patou Ebunga-Simbi - Yves Diba Ilunga - Dieumerci Mbokani - Ladislas Douniama - Ulrich Kapolongo - Christopher Missilou - Francis N'Ganga - Fabrice N'Guessi - Prince Oniangue - Harris Tchilimbou - Christopher Samba - Hosny Abd Rabo - Mahmoud Fathalla - Mohamed Zidan - Hossam Ghaly - Mohamed Nagy - Viera Ellong - Rincón - Jônatas Obina - Abraham Tedros - Tesfalem Tekle - Minyahil Teshome - Oumed Oukri - Behailu Assefa - Rémy Ebanega - Bruno Ecuele Manga - Momodou Ceesay - Abdou Jammeh - Jerry Akaminko - John Boye - Wakaso Mubarak - Emmanuel Agyemang-Badu | - Kwadwo Asamoah - Kevin-Prince Boateng - Abdoul Camara - Alhassane Bangoura - Mohammed Diarra - Seydouba Soumah - Basile de Carvalho - Kolo Touré - Lacina Traoré - Andrew Murunga - Brian Onyango - Francis Kahata - Titus Mulama - Pascal Ochieng - David Owino - Jamal Mohammed - Tsoanelo Koetle - Tsepo Lekhoana - Bokang Mothoane - Lehlomela Ramabele - Tsepo Seturumane - Thapelo Tale - Litsepe Marabe - Francis Doe - Marcus Macauley - Hamed Snousi - Faisal Al Badri - Yvan Rajoarimanana - Falimery Ramanamahefa - John Banda - Robin Ngalande - Robert Ng'ambi - Abdou Traoré - Modibo Maïga - Cheick Diabaté - Hamza Abourazzouk - Abderrazak Hamdallah - Abdelaziz Barrada - Younès Belhanda - Clésio Bauque - Domingues - Maninho - Miro - Jerry Sitoe - Whiskey - Heinrich Isaacks - Deon Kavendji - Yacouba Ali - Kamilou Daouda - Mahamane Cissé - Reuben Gabriel - Victor Obinna | - Ahmed Musa - Godfrey Oboabona - Nnamdi Oduamadi - Ikechukwu Uche - Labama Bokota - Jean-Claude Iranzi - Labama Bokota - Olivier Karekezi - Elias Uzamukunda - Orlando Gando - Ibrahima Baldé - Dame N'Doye - Samuel Barlay - Kei Kamara - Mohamed Kamara - Ibrahim Kargbo - Umaru Bangura - John Kamara - Kermit Erasmus - Dean Furman - Morgan Gould - Katlego Mphela - Siphiwe Tshabalala - Katlego Mashego - Thabo Matlaba - Bakri Almadina - Salah Ibrahim - Saif Masawi - Nurdin Bakari - Shomari Kapombe - Mrisho Ngassa - Erasto Nyoni - Kalen Damessi - Serge Gakpé - Komlan Amewou - Backer Aloenouvo - Lalawélé Atakora - Chadi Hammami - Hamdi Harbaoui - Saber Khelifa - Fakhreddine Ben Youssef - Wahbi Khazri - Ahmed Akaïchi - Godfrey Walusimbi - Nathan Sinkala - Masimba Mambare - Lincoln Zvasiya |

phản lưới nhà
| - Adam El-Abd (trong trận gặp Guinée) - Wael Gomaa (trong trận gặp Ghana) - Jonas Mendes (trong trận gặp Togo) | - Moses Chavula (trong trận gặp Kenya) - Ludovic Sané (trong trận gặp Bờ Biển Ngà) - Bernard Parker (trong trận gặp Ethiopia) | - Komlan Amewou (trong trận gặp Libya) |